# Moeraki Boulders

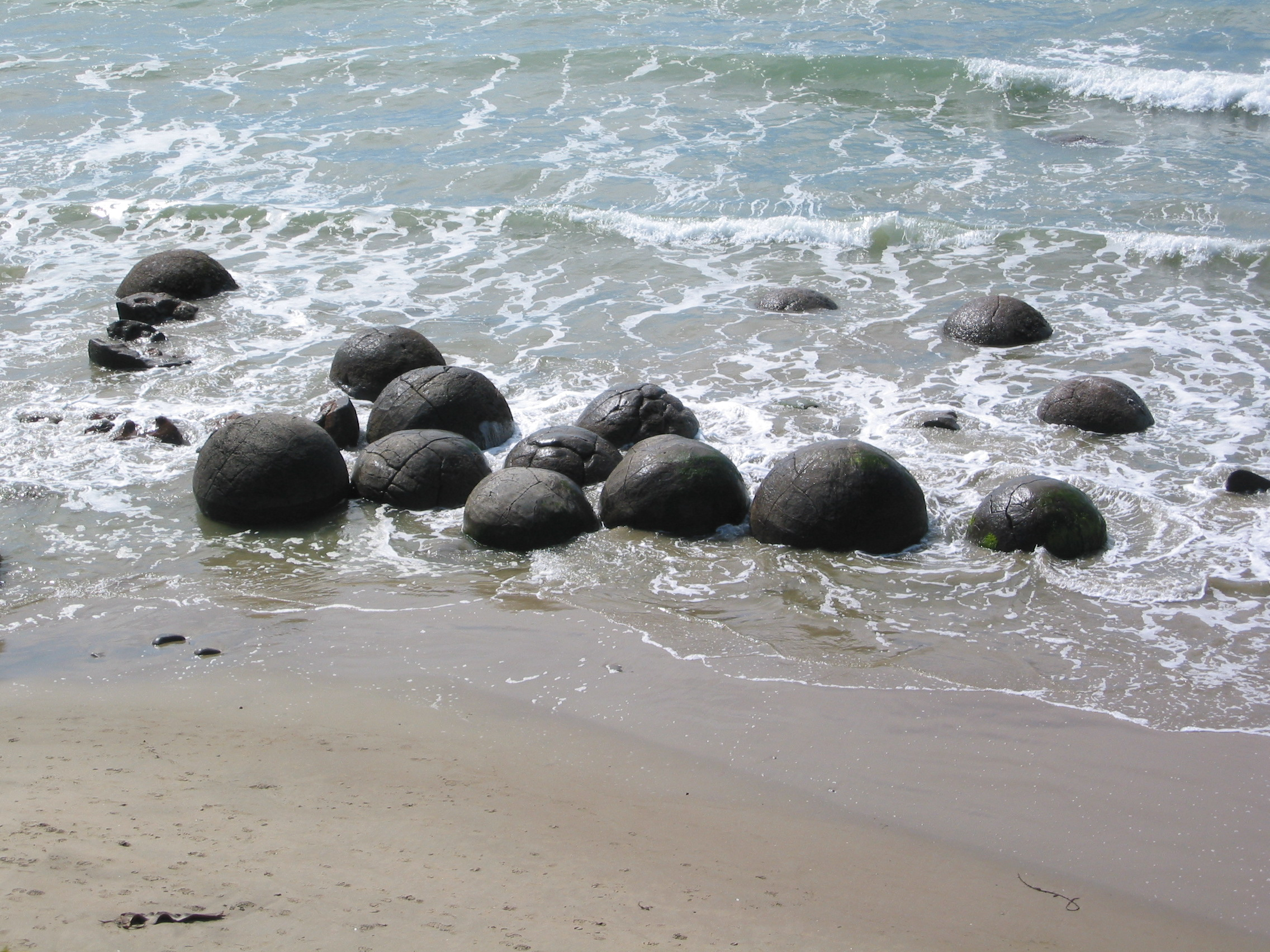
De Moeraki Boulders

De Moeraki Boulders zijn een soort grote, ronde, logge stenen, die over circa 50 m strand aan State Highway 1 verspreid liggen tussen Moeraki en Hampden, zo'n 80 km ten noorden van Dunedin) op het Zuidereiland van Nieuw-Zeeland. Deze grijze keien zijn vrijwel perfect rond, met een omtrek tot 4 meter.
De boulders, gelegen in het "Moeraki Boulders Scenic Reserve", zijn al lang het onderwerp van legendes: de keien komen door erosie van de duinen langzaam vrij en verder in zee te liggen. In het verleden dacht men dat dit het werk van de goden was, maar uit onderzoek is gebleken dat deze keien zo'n 60 miljoen jaar geleden op de zeebodem ontstaan zijn, toen kalkzouten zich geleidelijk ophoopten rond een harde kern.